# فان فورهيس (فيرجينيا الغربية)
فان فورهيس (بالإنجليزية: Van Voorhis, West Virginia)‏ هي منطقة فردية في مقاطعة مونونغاليا الأمريكية الواقعة في فيرجينيا الغربية. وترتفع عن مستوى سطح البحر 249.94 متر.